# Орт, Иоганн
Иоганн Орт (нем. Johannes Orth; 14 января 1847, Вальмерод — 13 января 1923, Берлин) — германский врач, анатом и патолог, преподаватель, научный писатель.

## Биография
Родился в маленьком городке в Вестервальде. После завершения изучения медицины в Боннском университете сразу же приступил к работе патологоанатомом, был ассистентом у Риндфлейша в Бонне. После получения докторской степени в 1872 году стал в том же году помощником известного медика Рудольфа Вирхова в Берлине. В 1878 году был назначен профессором Гёттингенского университета. Преподавал там до 1902 года, после чего был приглашён занять место Вирхова в Берлине. Скончался за день до своего 76-го дня рождения от воспаления желчных протоков (холангита); вследствие камней в желчном пузыре в последние годы жизни неоднократно страдал от приступов. Был похоронен на Груневальдском кладбище.
Занимался исследованиями желтухи новорождённых, изучая поражения мозга у умерших младенцев, и фактически считается первым научно описавшим эту болезнь (хотя термин был введён не им). В более поздние годы изучал патологию различных инфекционных заболеваний, в первую очередь туберкулёза. Написал целый ряд учебников, имел репутацию хорошего педагога. Главные работы: «Compendium der pathologisch-anatom. Diagnostik» (русский перевод, 2-е издание — 1890); «Cursus der normalen Histologie» (рус. пер., 1881); «Lehrbuch der speciellen patholog. Anatomie».